# Chambre des représentants de Pennsylvanie
Capitole de l'État de Pennsylvanie, Harrisburg
La Chambre des représentants de Pennsylvanie est la chambre basse de l'Assemblée générale, législature bicamérale de l'État américain de Pennsylvanie.

## Conditions d'éligibilité
Les représentants doivent être âgés d’au moins 21 ans. Ils doivent être citoyens américains et résidents de Pennsylvanie depuis quatre ans, et résidents du district qu’ils représentent un an avant leur élection et doivent résider dans ce district pendant leur mandat.

## Composition
La Chambre des représentants est composée de 203 membres, un par district, élus pour un mandat de deux ans. Les élections se déroulent chaque année paire en novembre. En 2002, chaque district comportait en moyenne 60 498 habitants.

### Chambre actuelle
À la suite des élections du 5 novembre 2024 (organisées en même temps que l'élection présidentielle), la Chambre se compose d'une courte majorité d'élus du Parti démocrate (102) et d'une minorité de républicains (101).

## Speaker de la Chambre
La charge de speaker de la Chambre des représentants est la plus ancienne charge élective du Commonwealth de Pennsylvanie. Depuis la première session de 1682, présidée par William Penn, plus de 130 membres de la Chambre des représentants ont occupé le fauteuil du speaker. La Chambre ne peut pas se réunir sans que le speaker, ou son remplaçant, ne soit présent. 
En 1977, Kirkland Leroy Irvis fut le premier Afro-Américain à être élu à ce poste aux États-Unis depuis la fin de la guerre de Sécession. Dennis M. O'Brien (en) fut le seul speaker connu en Pennsylvanie à être issu d'un parti minoritaire et le second connu au niveau des États-Unis. 
La démocrate Joanna McClinton (en) est la première femme élue à cette fonction qu'elle exerce depuis le 28 février 2023.

## Salle de réunion de la Chambre
La salle de réunion de la Chambre des représentants (Hall of the House) comporte plusieurs symboles importants de l'histoire de Pennsylvanie et du travail de ses législateurs.
- Le fauteuil du speaker: le fauteuil du speaker fut dessiné par l'architecte Joseph Huston en 1906, année de l'inauguration du Capitole de l'État de Pennsylvanie. Ce fauteuil ressemblant à un trône se situe juste derrière l'estrade du speaker.
- Le sceptre (mace): symbole de l'autorité de la Chambre, de la paix, de l'ordre et du respect des lois, le sceptre se situe sur un socle à droite du speaker. Sa base est en acajou massif sculpté. Elle est surmontée par un globe en cuivre où est gravé le blason de Pennsylvanie. Un aigle américain est disposé au-dessus du globe. La tradition du sceptre (mace) pourrait dater de la République romaine où les convoyeurs des consuls romains portaient des faisceaux de branches enroulés autour d'une hache pour faire respecter l'ordre. La tradition pourrait également venir du patrimoine anglais de Pennsylvanie.
- Les peintures murales: les peintures murales, peintes par Edwin Austin Abbey, représentent un panorama coloré de l'histoire de Pennsylvanie. La plus imposante d'entre elles domine le mur situé derrière l'estrade du speaker. Il s'agit de The Apotheosis of Pennsylvania (l'Apothéose de Pennsylvanie).
- Le plafond: le plafond est une œuvre d'art en lui-même, orné géométriquement de feuilles d'or et boutonné en son centre par une illustration peinte. Dans son œuvre intitulée The Hours (les heures), Abbey a représenté le temps qui passe sous la forme de 24 jeunes femmes tournant dans un cercle sans fin autour de la Lune, du Soleil et des étoiles de la Voie lactée.

### Source
- (en) Cet article est partiellement ou en totalité issu de l’article de Wikipédia en anglais intitulé « Pennsylvania House of Representatives » (voir la liste des auteurs).